# ベノワ・ディヴィッド
ベノワ・ディヴィッド（英語: Benoît David, 1966年4月19日 - ）は、カナダの歌手。カナダのバンドであるミステリー（Mystery）のリード・ボーカリスト。2008年から2012年までの間、イギリスのプログレッシブ・ロック・バンドであるイエスのリード・ボーカルも務めていた。2008年、ディヴィッドは、長年イエスのリード・ボーカリストであったジョン・アンダーソンが健康を害してバンドを離れた後を埋めるために、イエスによって抜擢された。イエスに参加する前のディヴィッドは、クロース・トゥ・ジ・エッジ（Close to the Edge）というイエスのトリビュートバンドのリード・ボーカリストでもあった。

## イエス

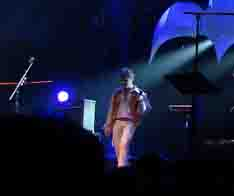
2008年、オハイオ州コロンバスのイエスのコンサートにて。

2008年、この年に行なわれるイエスのツアーに向け、スティーヴ・ハウ、クリス・スクワイア、アラン・ホワイトらから成る編成のリード・シンガーとして、ディヴィッドの名が発表された。（イエスのリーダーである）スクワイアがディヴィッドを知ったのは、YouTube にあったクロース・トゥ・ジ・エッジの演奏によってであった。ディヴィッドは、この年はじめに急性呼吸不全から健康を害してツアーができなくなっていたジョン・アンダーソンの代役を果たした。このツアーは、スクワイアが体調を崩して当初の予定より短縮され、ディヴィッドは、ミステリーとクロース・トゥ・ジ・エッジの仕事に戻った。 
ディヴィッドはその後もイエスの一員にとどまり、2009年から2010年にかけてのツアーに加わった。2009年10月、ディヴィッドが正式にイエスに加入したことが発表された。2011年はじめ、イエスはディヴィッドをリード・ボーカルに据え、新アルバム『フライ・フロム・ヒア (Fly From Here)』を完成させた。
ディヴィッドは、イエスへの参加後も、クロース・トゥ・ジ・エッジの一員として活動し続けたが、ディヴィッドのイエスへの関与が深まったために2009年に行なった一連のライブ以降、このバンドは活動休止状態になった。ディヴィッドと、ギタリストのフィル・シャルメタン（Phil Charmettant）は、クロース・トゥ・ジ・エッジを離れ、代わりのメンバーが加入してバンドは活動を継続した。
2012年2月、スクワイアへのインタビューによってディヴィットの正式な脱退が明らかになった（かねてから患っていた呼吸不全のため）。

## ミステリー
ディヴィッドは、1999年以来、ミシェル・サン・ペール（Michel St-Père）が率いるミステリー（Mystery）というバンドのリード・シンガーであり、ミステリーの2007年のアルバム『Beneath the Veil of Winter's Face』、2010年のアルバム『One Among the Living』にも参加している。前者では、全ての楽曲をサン＝ペールが書いていたが、後者では、はじめてディヴィッドが2曲で作詞の共作者となっている（作曲はいずれもサン＝ペール）。2012年、アルバム『ザ・ワールド・イズ・ア・ゲーム』を発表（ボーカル・トラックは2011年に収録）。
イエス在籍中およびイエスを脱退後の療養中もミステリーにボーカルとして在籍していたが、2014年3月にはミステリーからの脱退が公式に発表されている。ミステリーの後任のボーカリストは Jean Pageau である。

## ディスコグラフィ

### イエス
- 『フライ・フロム・ヒア』 - Fly From Here (2011年)
- 『イン・ザ・プレゼント〜ライヴ・フロム・リヨン』 - In The Present Live From Lyon (2011年)
- From a Page (2019年) ※2010年録音

### ミステリー
- Beneath the Veil of Winter's Face (2007年)
- One Among the Living (2010年)
- 『ザ・ワールド・イズ・ア・ゲーム』 - The World is a Game (2012年)
- Tales from the Netherlands (2014年)

### 参加作品
- Hamadryad : Safe in Conformity (2005年) ※「Omnipresent Umbra」に参加
- Hamadryad : Intrusion (2010年) ※「In My Country」に参加
- ゴードン・ギルトラップ & オリヴァー・ウェイクマン : 『レイヴンズ&ララバイズ』 - Ravens & Lullabies (2013年) ※「From the Turn of a Card」に参加